# Atlantmossa
Atlantmossa (Ptychomitrium polyphyllum) är en bladmossart som beskrevs av Bruch och W. P. Schimper 1837. Atlantmossa ingår i släktet atlantmossor, och familjen Ptychomitriaceae. Enligt den svenska rödlistan är arten nationellt utdöd i Sverige. . Arten har tidigare förekommit i Götaland men är numera lokalt utdöd. Artens livsmiljö är skogslandskap. Inga underarter finns listade i Catalogue of Life.